# Mira Potkonen
Mira Potkonen (n. 17 noiembrie 1980, Heinävesi, Mikkeli Province⁠(d), Finlanda) este o boxeră ce a reprezentat Finlanda, medaliată olimpică. A participat la 2 ediții ale Jocurilor Olimpice (2016, 2020) în care a câștigat o medalie de bronz.